# مارك ويليام فيلت
مارك وليام فلت (بالإنجليزية: Mark Felt) (17 أغسطس 1913 – 18 ديسمبر 2008) كان عميلًا خاصًّا في مكتب التحقيقات الاتحادي (FBI). تقاعد من منصبه كنائب مدير المكتب عام 1973.بعد حفظه للسر لمدة 30 عاما بمشاركة الصحفيين: «بوب ودورد» و «كارل برنستين»، إعترف في 31 مايو 2005 بأنه من أبلغ عن المخالفات في فضيحة ووترغيت. كان معروفا آنذاك ب «الحلق العميق».
ضابط تنفيذي عمل في مكتب التحقيقات الفيدرالي (FBI) من عام 1942 إلى عام 1973 وكان معروفًا بدوره في فضيحة ووترغيت. كان فيلت عميلا خاصًا لمكتب التحقيقات الفيدرالي، وقد رقى في النهاية إلى منصب المدير المساعد، وهو ثاني أعلى منصب في المكتب. عمل فيلت في العديد من المكاتب الميدانية لمكتب التحقيقات الفيدرالي قبل ترقيته إلى مقر المكتب. في عام 1980، أُدين بانتهاك الحقوق المدنية للأشخاص الذين يُعتقد أنهم مرتبطون بأعضاء منظمة الطقس تحت الأرض، من خلال إصدار أوامر لعملاء مكتب التحقيقات الفيدرالي باقتحام منازلهم وتفتيش المبنى كجزء من محاولة لمنع التفجيرات. وأمر بدفع غرامة، لكن الرئيس رونالد ريغان عفا عنه أثناء استئنافه.
في عام 2005، عن عمر يناهز 92 عامًا، كشف فيلت لمجلة فانيتي فير أنه خلال فترة عمله كمدير مساعد لمكتب التحقيقات الفيدرالي، كان المصدر المجهول سيئ السمعة والمعروف باسم "ديب ثروت"]" الذي قدم مراسلي صحيفة واشنطن بوست بوب وودوارد وكارل بيرنشتاين بمعلومات مهمة حول فضيحة ووترغيت، والتي أدت في النهاية إلى استقالة الرئيس ريتشارد نيكسون في عام 1974. على الرغم من أن هوية فيلت مثل ديب ثروت كانت مشكوكًا فيها، بما في ذلك من قبل نيكسون نفسه،  فقد ظلت سرًا بشكل عام لمدة 30 عامًا. اعترف فيلت أخيرًا أنه مصاب بحنجرة عميقة بعد أن أقنعته ابنته بالكشف عن هويته قبل وفاته.
نشر فيلت مذكرتين: هرم مكتب التحقيقات الفدرالي في عام 1979 (تم تحديثه في عام 2006) وحياة جي مان، كُتبت مع جون أوكونور في عام 2006.
في عام 2012، أصدر مكتب التحقيقات الفدرالي ملف موظفي فيلت الذي يغطي الفترة من عام 1941 إلى عام 1978. وأصدرت الوكالة أيضًا ملفات تتعلق بتهديد بالابتزاز ضد فيلت في عام 1956.

## حياته المهنية في مكتب التحقيقات الفيدرالي
غالبًا ما كان مدير مكتب التحقيقات الفيدرالي جيه إدغار هوفر ينقل عملاء المكتب حتى يكون لديهم خبرة واسعة في هذا المجال. كان هذا نموذجيًا للوكالات والشركات الأخرى في ذلك الوقت. لاحظ فيلت أن هوفر «أراد أن يدخل كل عميل إلى أي مكتب ميداني في أي وقت. وبما أنه [هوفر] لم يتم نقله مطلقًا وليس لديه عائلة، لم يكن لديه أي فكرة عن المصاعب المالية والشخصية التي ينطوي عليها الأمر.»
بعد إكمال 16 أسبوعًا من التدريب في أكاديمية مكتب التحقيقات الفدرالي في كوانتيكو، فيرجينيا، ومقر مكتب التحقيقات الفيدرالي في واشنطن، تم تعيين فيلت في تكساس، حيث أمضى ثلاثة أشهر في المكاتب الميدانية في هيوستن وسان أنطونيو. عاد إلى مقر مكتب التحقيقات الفيدرالي، حيث تم تعيينه في قسم التجسس في قسم المخابرات الداخلية، لتعقب الجواسيس والمخربين خلال الحرب العالمية الثانية. كان يعمل في مكتب القضايا الكبرى. كان أبرز أعماله في مجال مكافحة التجسس حول قضية «الفلاحين». كان هيلموت جولدشميت، الذي يعمل تحت الاسم الرمزي «فلاح»، عميلا ألمانياً محتجزاً في إنجلترا. تحت توجيه فيلت، وجع قادته الألمان إلى الاعتقاد بأن «الفلاح» قد شق طريقه إلى الولايات المتحدة، وبالتالي تم تغذية معلومات مضللة عن خطط الحلفاء.
ألغي قسم التجسس في مايو 1945 بعد يوم النصر. بعد الحرب، تم تعيين فيلت في المكتب الميداني في سياتل. بعد عامين من العمل العام، أمضى عامين آخرين كمدرب للأسلحة النارية وتم ترقيته من عميل إلى مشرف. عند تمرير قانون الطاقة الذرية وإنشاء لجنة الطاقة الذرية الأمريكية، أصبح مكتب سياتل مسؤولاً عن استكمال عمليات التحقق من خلفية العمال في مصنع هانفورد للبلوتونيوم بالقرب من ريتشلاند، واشنطن. أشرف فيلت على تلك التحقيقات. في عام 1954 عاد فيلت لفترة وجيزة إلى واشنطن كمساعد مفتش. بعد شهرين، تم إرساله إلى نيو أورلينز كمساعد الوكيل الخاص المسؤول عن المكتب الميداني. عندما تم نقله إلى لوس أنجلوس بعد خمسة عشر شهرًا، كان يحمل نفس الرتبة هناك..

## وصلات إضافية
- Dohrn, Jennifer. "I Was The Target Of Illegal FBI Break-Ins Ordered by Mark Felt aka 'Deep Throat'" (June 2, 2005). Democracy Now!
- Dean, John W. Why The Revelation of the Identity Of Deep Throat Has Only Created Another Mystery (June 3, 2005). Findlaw (also see the extensive appendix, containing all of Woodward's references to "Deep Throat" in All The President's Men)
- University of Idaho Alumni Hall of Fame – 1972 inductees
- AP Obituary in the San Francisco Chronicle
- "مارك ويليام فيلت". فايند أغريف. اطلع عليه بتاريخ 2013-06-10.